# Mistrz magii
Mistrz magii (ang. Magician: Master) to druga część Sagi o wojnie światów amerykańskiego pisarza Raymonda E. Feista. Ponownie spotykamy się w niej ze znanymi z poprzedniej części Pugiem oraz Thomasem. W wyniku inwazji obcych Tsuranich na ziemie królestwa Midkemii Pug trafia do niewoli do ich rodzinnego świata Kelewan. Już wkrótce jednak Wielcy Tsuranich – ich magowie – odkrywają w nim zdolności magiczne i rozpoczynają jego szkolenie, otwierając kolejny rozdział jego życia. Thomas zaś bierze udział w walce z najeźdźcą, walcząc u boku krasnoludów i elfów. Los sprawia, iż drogi Thomasa i Puga ponownie się łączą, jednak nie mają oni pojęcia o trudzie czekającego ich zadania – stawką jest groźba zagłady obu cywilizacji.   